# Aleksandra Orowicz
Aleksandra Orowicz (* 7. September 1996 in Stettin) ist eine polnische Handballspielerin.

## Karriere
In Polen spielte Orowicz bei den Vereinen Pogoń Stettin, Korona Kielce und EB Start Elbląg. 2020 wechselte sie zum spanischen Club Club Balonmano San José Obrero. Im Jahr 2021 schloss sich Orowicz dem deutschen Zweitligisten SG 09 Kirchhof an. Im März 2024 unterschrieb sie einen Vertrag bis zum Ende der Saison 2025/26 gültigen Vertrag beim Erstligisten Sport-Union Neckarsulm. Im März 2025 wurde ihr Wechsel zum 1. FSV Mainz 05 bekanntgegeben.